# القنب الهندي في جزر القمر
القنب الهندي في جزر القمر غير قانوني حاليا. كان قانوني خلال الفترة التاريخية القمرية بين يناير 1975 ومايو 1978، عندما شرع الرئيس علي صويلح استهلاك القنب الهندي من بين تدابير أخرى.